# بژژنو (شهرستان وانگروویتس)
بژژنو (به لهستانی:  Brzeźno) یک روستا در لهستان است که در گمینا سکوکی واقع شده‌است.